# John Hatting
John Hatting (Kopenhagen, 5 juni 1948 – aldaar,  23 maart 2013) was een Deense zanger.
Hij vertegenwoordigde Denemarken op het Eurovisiesongfestival 1982 in de groep Brixx met het lied Video Video, maar hij eindigde  slechts 17de. 
De volgende 3 jaren nam hij solo deel aan de Deense preselectie, Dansk Melodi Grand Prix, maar kon niet winnen. Blijkbaar was Hatting een groepsmens, want in 1986 lukte het hem wel nog eens te winnen aan de zijde van Lise Haavik in de groep Trax, met het lied Du er fuld af løgn werden ze knap 6de.